# Мисове (Керченський район)
Ми́сове (до 1948 — Каза́н-Тіп, крим. Qazan Tip) — село Керченського району Автономної Республіки Крим.

## Географія
Розташоване за 20 км від районного центру Леніне, за 80 км від міста Керч та за 60 км від міста Феодосії, на узбережжі Азовського моря та омивається ним з трьох сторін.

## Історія
Перші поселення на території існували в епоху бронзи. Поблизу села виявлені залишки городища, поселення та двох могильників (VI ст. до н. е.—IV ст. н. е.), а поблизу поселень Семенівки та Заводського — двох античних поселень, а також поселень VIII—IX ст.
Село виникло в 40-х роках XIX ст. До революції селище Казантип, що входило до складу Феодосійського повіту, являла собою своєрідний, один з найбільших в Східному Криму центр рибальства. Щорічно звідси вивозилось понад 15 тис. т риби цінних порід — осетра, севрюги, білуги, велика кількість чорної ікри.
Наприкінці XIX ст. фактичним господарем Казантипу був харківський купець Сериков. Великий об'єм промисловості призвів до виснаження моря та збіднення самих рибалок.
Радянську владу встановлено в січні 1918 року.
У 1921 році на основі колишніх артілей організовано відділення Державного підприємства «Главрыба», що забезпечувала рибалок снастями та продуктами, а в жовтні 1929 року — колгосп «Голос рыбака».
Подальшому розвитку колгоспу завадила Німецько-радянська війна, всі рибалки пішли на фронт, а бригади, утворені з людей похилого віку та жінок, продовжували рибалити. 81 мешканець села боровся з ворогом на фронтах війни, 49 — загинули в бою, 25 — нагороджені бойовими орденами та медалями.
У 1947–1964 рр. головою колгоспу, який у 1956 р. перейменували в колгосп ім. Димитрова, був Микола Вікторович Мартиненко. Економіка колгоспу продовжувала зростати, рибу вже ловили в Азово-Чорноморському басейні.
У 1974 р. колгосп приєднали до колгоспу ім. Адмірала Нахімова. Головою колгоспу був Іван Дмитрович Штельмухов, з 1976 р. — Леонід Іванович Бойчевський.
Заслужені колгоспники: Г. І. Марченко, І. Ф. Вдовін, Т. Ф. Вдовін, М. І. Воронін, М. Т. Трегубов, М. Д. Борщенко, Н. А. Кирилюк, В. І. Данькова, І. А. Недойводин, Г. І. Моренко.

## Мис Казантип
За даними ЮНЕСКО, цей унікальний куток природи занесений до 10 найчистіших місць планети, а за мисом Казантип закріплений статус заповідника міжнародного значення (Указ Президента України від 12 травня 1998 р.). Площа заповідника — 394 га. На його території росте 624 види рослин, 12 з яких занесені в Червону книгу України; 4 види охороняються Європейським червоним списком. Фауна заповідника різноманітна. З березня по листопад можна зустріти орлів, соколів, білу та сіру чаплі, фазана, баклана. Тут велика кількість комах, фоновий вид — сарана. На території заповідника зареєстровано 414 видів лускокрилих (50 родин). 10 видів лускокрилих занесені до Червоної книги України.

## Курортна інфраструктура
На території села розташовані бази відпочинку «Рига», «Мисове», «Казантип», «Вертолет».
Сучасний пансіонат «Кримське Приазов'я» — це чотириповерховий корпус на 340 осіб. Основний лікувальний фактор — кліматотерапія в екологічно чистій зоні, у поєднанні з муловими сірководневими лікувальними грязями, лікувальним корпусом «Соляна печера», масажним та антитерапевтичним корпусом.
Пансіонат «Кримське Приазов'я» — лауреат Міжнародного відкритого Рейтингу популярності та якості товарів та послуг «Золота Фортуна» (Київ, 2000 р.), переможець II Республіканського конкурсу «Кримська перлина» (Ялта, 2001 р.), лауреат рейтингу «Найкращі підприємства України» (Київ, 2005 р.). Директор пансіонату — Андрій Вікторович Аржанцев.